# Loco Tranquilo
Loco Tranquilo – czwarty studyjny album polskiego rapera Vixena, którego premiera odbyła się 28 czerwca 2014 roku. Płyta została wydana nakładem poznańskiej wytwórni RPS Enterteyment. W celu promocji albumu, do utworów: "Loco Tranquilo", "Szybko nie przestanę", "Alladyn" i "Mam nadzieję, że istnieje Eden" powstały teledyski.
Album został wybrany Polską Rap Płytą 2014 roku w plebiscycie WuDoo i Hip-hop.pl.

## Lista utworów
Źródło.
1. "Intro"
2. "Frankenstein"
3. "Loco Tranquila"
4. "Country Boy" (Ft. Dj Bulb)
5. "Ahooj (Kawałek o starym rybaku)" (Ft. Kasia Łopata)
6. "Skit 1"
7. "Ręce"
8. "Taki Jaki Jestem" (Ft. Buka)
9. "Skit 2"
10. "Szybko nie przestanę"
11. "Mam nadzieje, że istnieje Eden" (Ft. Bulb)
12. "High" (Ft. Kuba Knap)
13. "Tarantula" (Ft. Dj Bulb)
14. "Alladyn"
15. "Skit 3"
16. "Nevermind"
17. "Jak Hammurabi"
18. "Szekspir"
19. "Gautama"